# Huyghe (Brauerei)

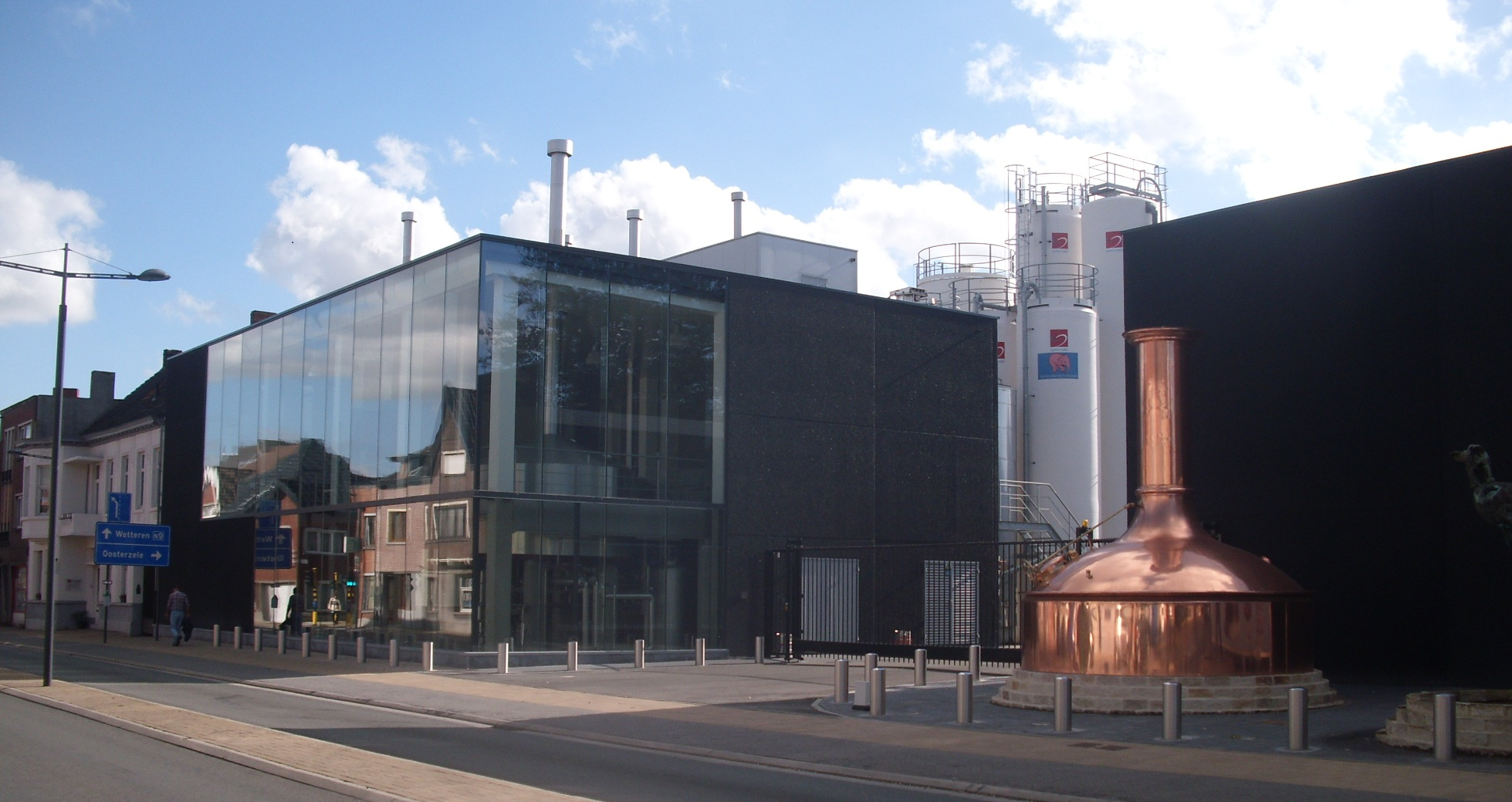
Die neue Brauerei Huyghe, 2012

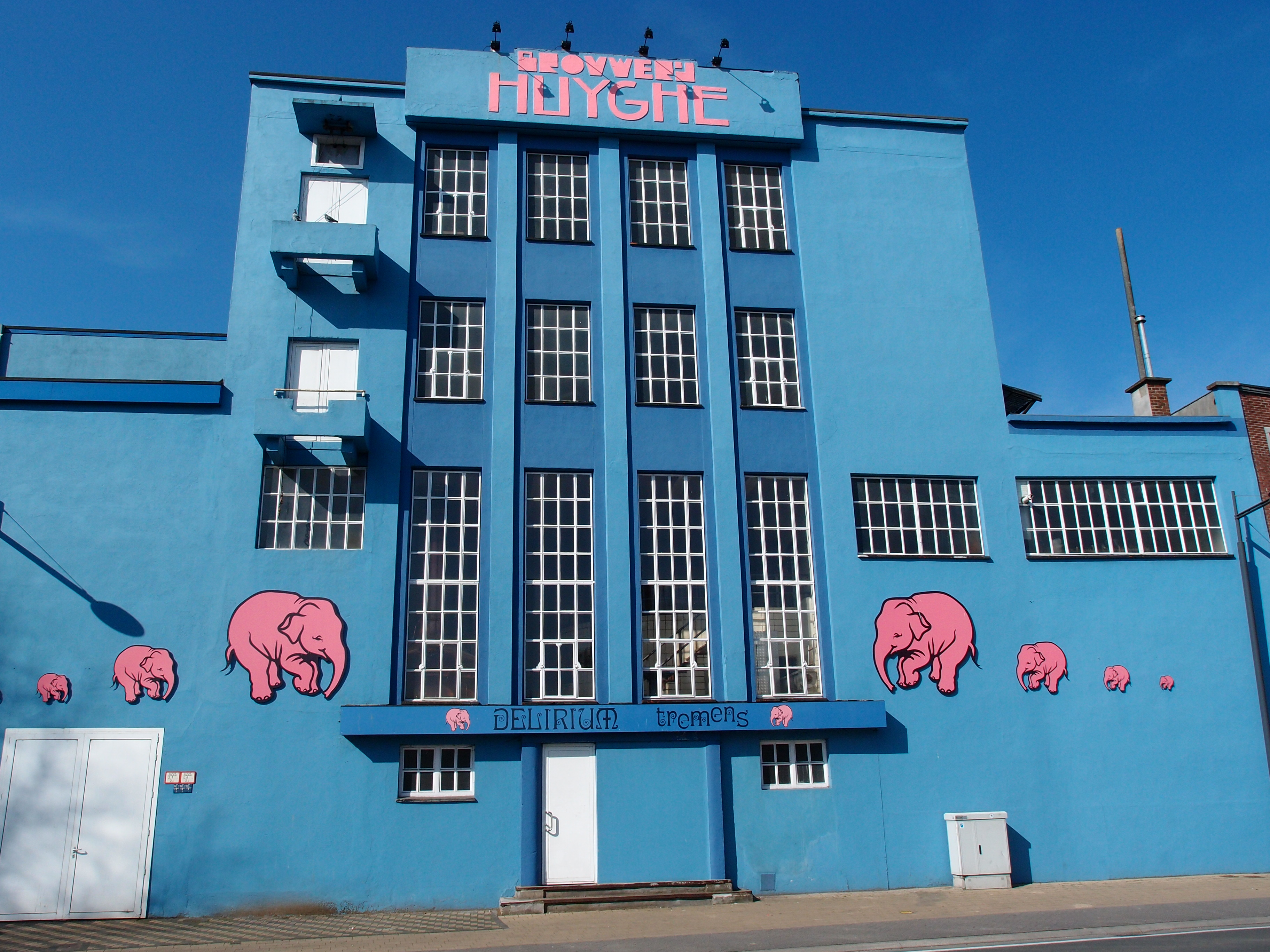
Teilansicht der alten Brauerei

Brouwerij L. Huyghe N.V. ist eine belgische Privatbrauerei im ostflämischen Ort Melle. Die Brauerei ist Mitglied der Gesellschaft Belgian Family Brewers.

## Geschichte
In der Gemeinde Melle besteht seit dem Jahr 1654 eine nachweisbare Brautradition; das Bier wurde ab dieser Zeit im sogenannten Appelhoek gebraut. Nachdem Léon Huyghe sich im Jahr 1902 in Melle niedergelassen hatte, kaufte er 1906 diese Brauerei und benannte sie in Brouwerij-Mouterij den Appel um. Ab dem Jahr 1936 wurde mit dem Bau neuer Brauereigebäude begonnen und der Familienbetrieb firmierte ab 1938 unter dem Namen Leon Huyghe Ltd. 1939 wurden die neuen Betriebsgebäude und die Brauhalle fertiggestellt, die auch heute noch genutzt werden. 1985 erfolgte ein umfassender Umbau der Brauerei und erstmals wurde der Export des produzierten Biers beschlossen. 1989 entwickelte Huyghe das Bier Delirium tremens – heute sein international bekanntestes Bier – das 1997 von Stuart A. Kallen als „bestes Bier der Welt“ nominiert wurde. 1992 übernahm Huyghe die belgischen Brauereien Campus, St. Idesbald and Vielle Villers; 1994 kam die Brauerei Damy aus Olsene noch hinzu. 1996 ließ die Brauerfamilie Huyghe auf ihrem Firmengelände in Melle ein Brauereimuseum errichten. Im Jahr 2008 wurde eine Gesamtproduktion von jährlich 100.000 Hektoliter Bier erreicht. Ende April 2012 wurden neu errichtete Braustätten in Betrieb genommen.

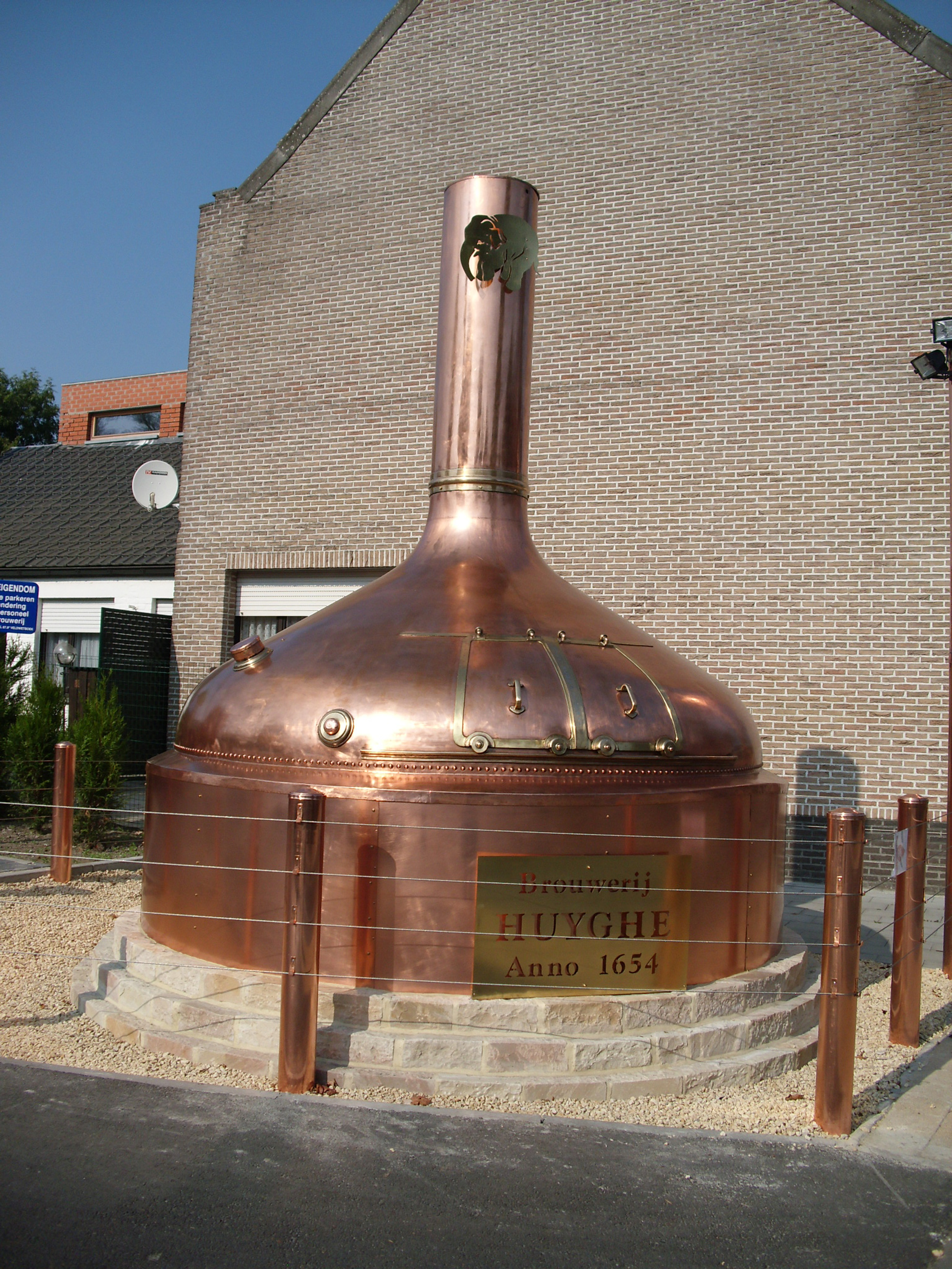
Huyghe-Brauereidenkmal
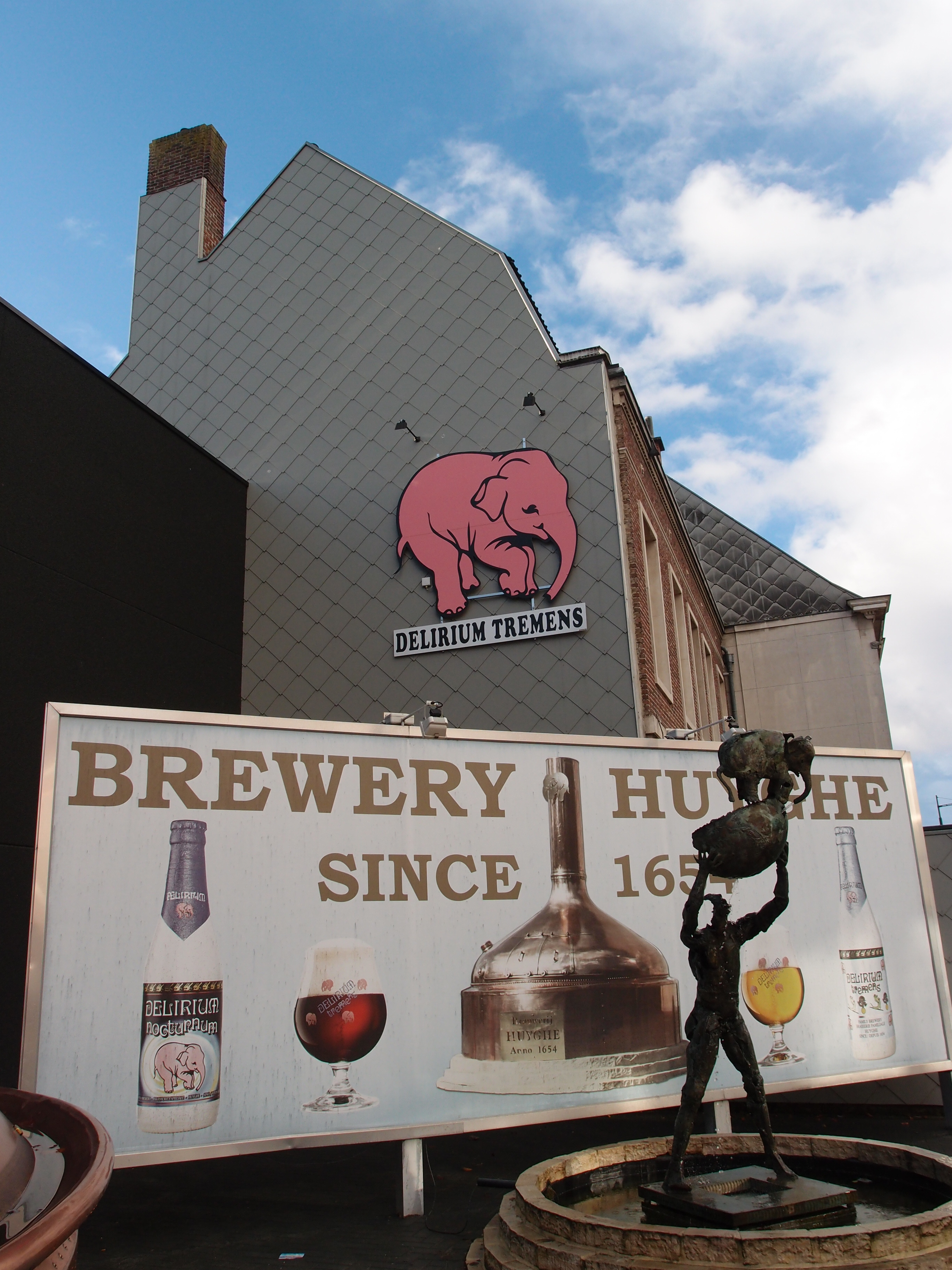
Brauereigelände
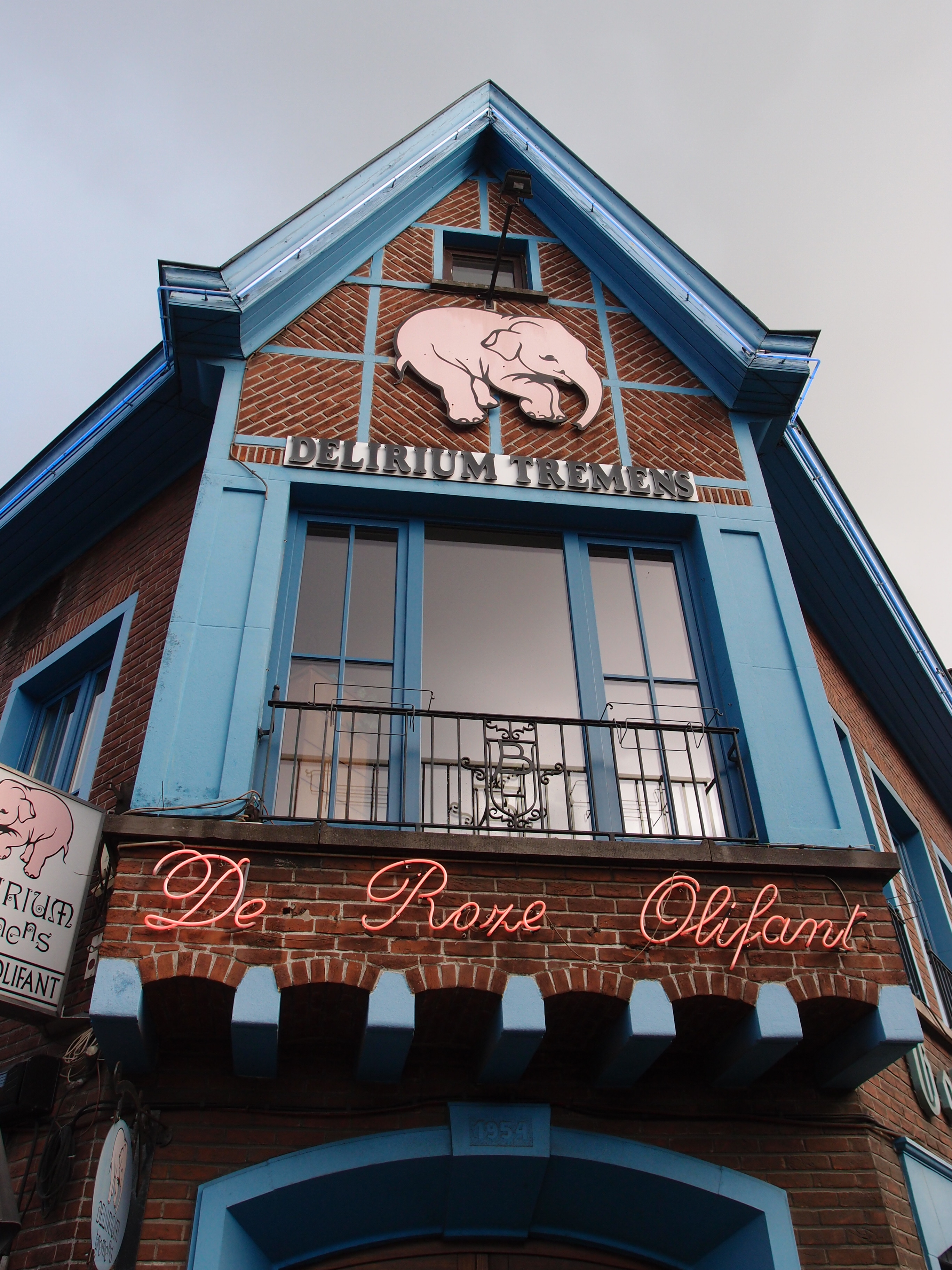
Gaststätte in Melle
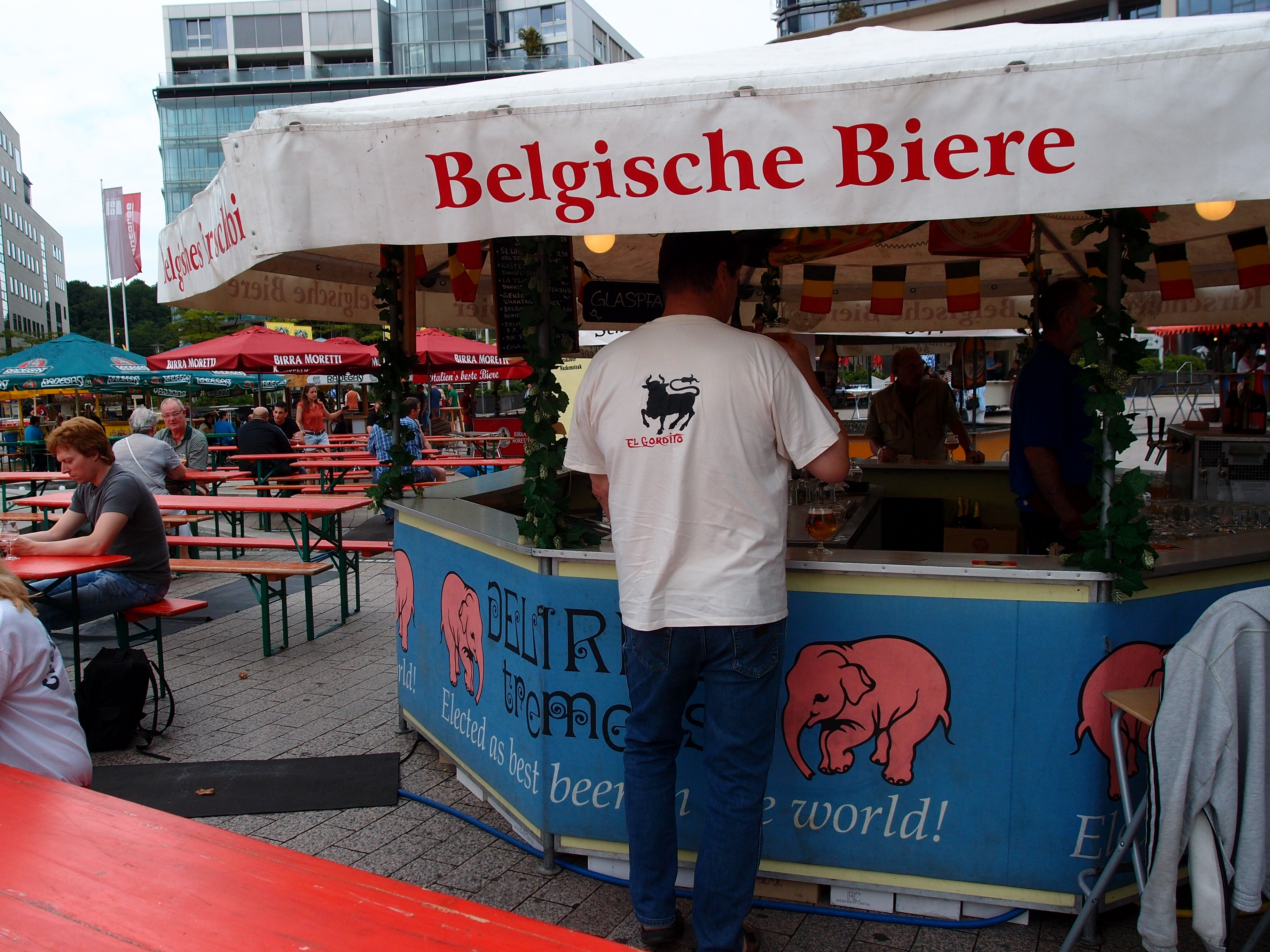
Delirium-Außenwerbung

## Internationale Auszeichnungen
Zahlreiche Biersorten und -marken der belgischen Privatbrauerei Huyghe haben bei einer Vielzahl international renommierter Bierwettbewerbe – wie zum Beispiel dem European Beer Star, den World Beer Awards und dem World Beer Cup – Gold- und Silbermedaillen erzielt.

## Marken

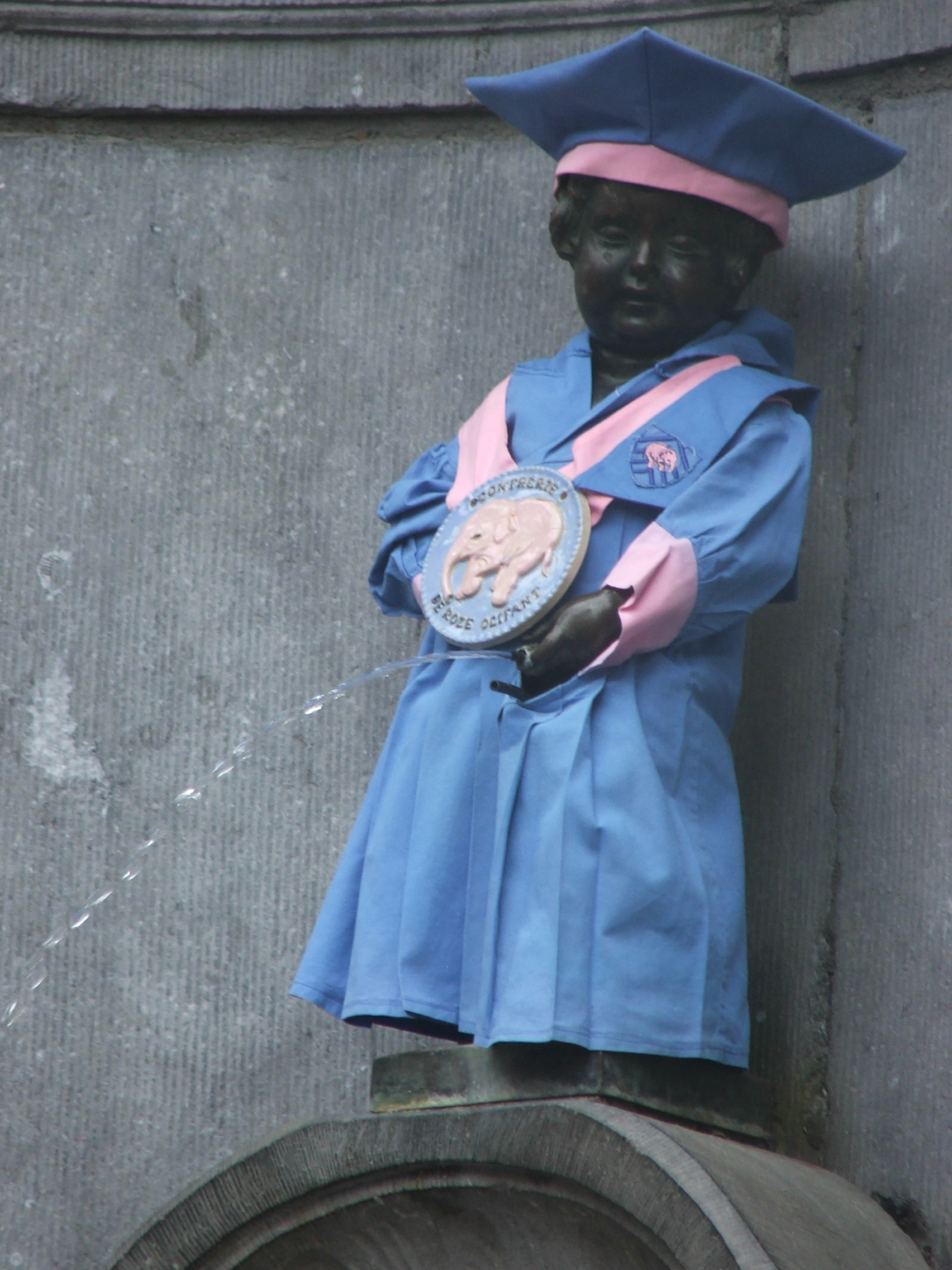
Manneken Pis in festlicher Melle Brotherhood of the Pink Elephant Robe

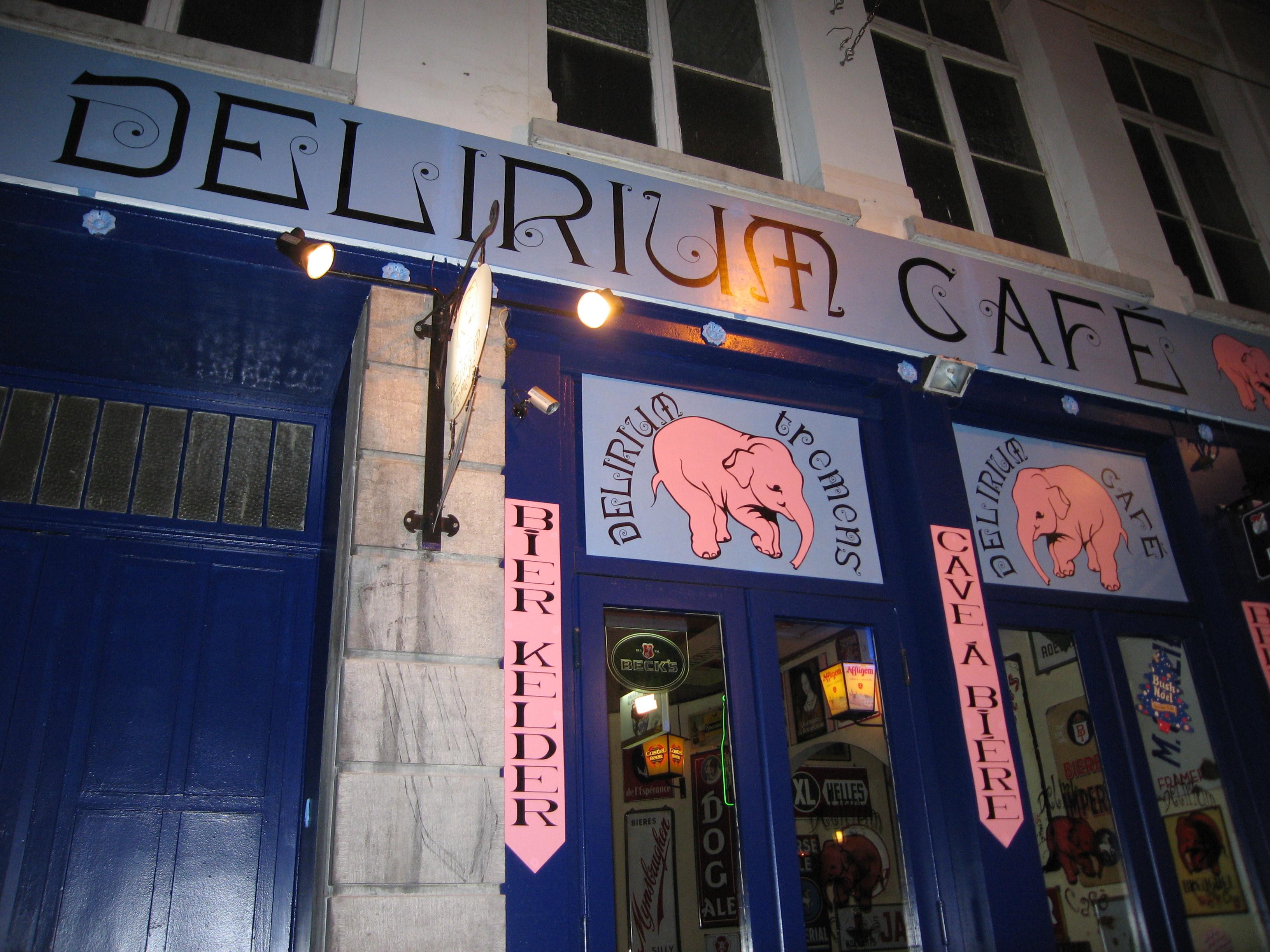
Das Markenlogo des Delirium tremens am Délirium Café in Brüssel

- Delirium tremens (8,5 %)
- Delirium nocturnum (8,5 %)
- Delirium Christmas (10 %)
- Delirium Red (8,5 %)
- Deliria (8,5 %)
- La Guillotine (8,5 %)
- Campus (7 %)
- Campus Gold (6,2 %)
- Campus Premium (5 %)
- St-Idesbald Blond (6,5 %)
- St-Idesbald Dubbel (8 %)
- St-Idesbald Tripel (9 %)
- St-Idesbald Rousse (7 %)
- Blanche des Neiges (4,8 %)
- Floris Fraise (3,6 %)
- Floris Kriek (3,6 %)
- Floris Apple (3,6 %)
- Floris Framboise (3,6 %)
- Floris Mango (3,6 %)
- Floris NinkeBerry (3,6 %)
- Floris Passion (3,6 %)
- Floris Honey (4,5 %)
- Floris Cactus (4,2 %)
- Floris Chocolat (4,2 %)
- Mongozo Premium Pilsener (5 %)
- Mongozo Banana (3,6 %)
- Mongozo Quinua (5,9 %)
- Mongozo Coconut (3,6 %)
- Mongozo Mango (3,6 %)
- Mongozo Palmnut (7 %)
- Artevelde Amber (5,7 %)
- Artevelde Grand Cru (7,2 %)

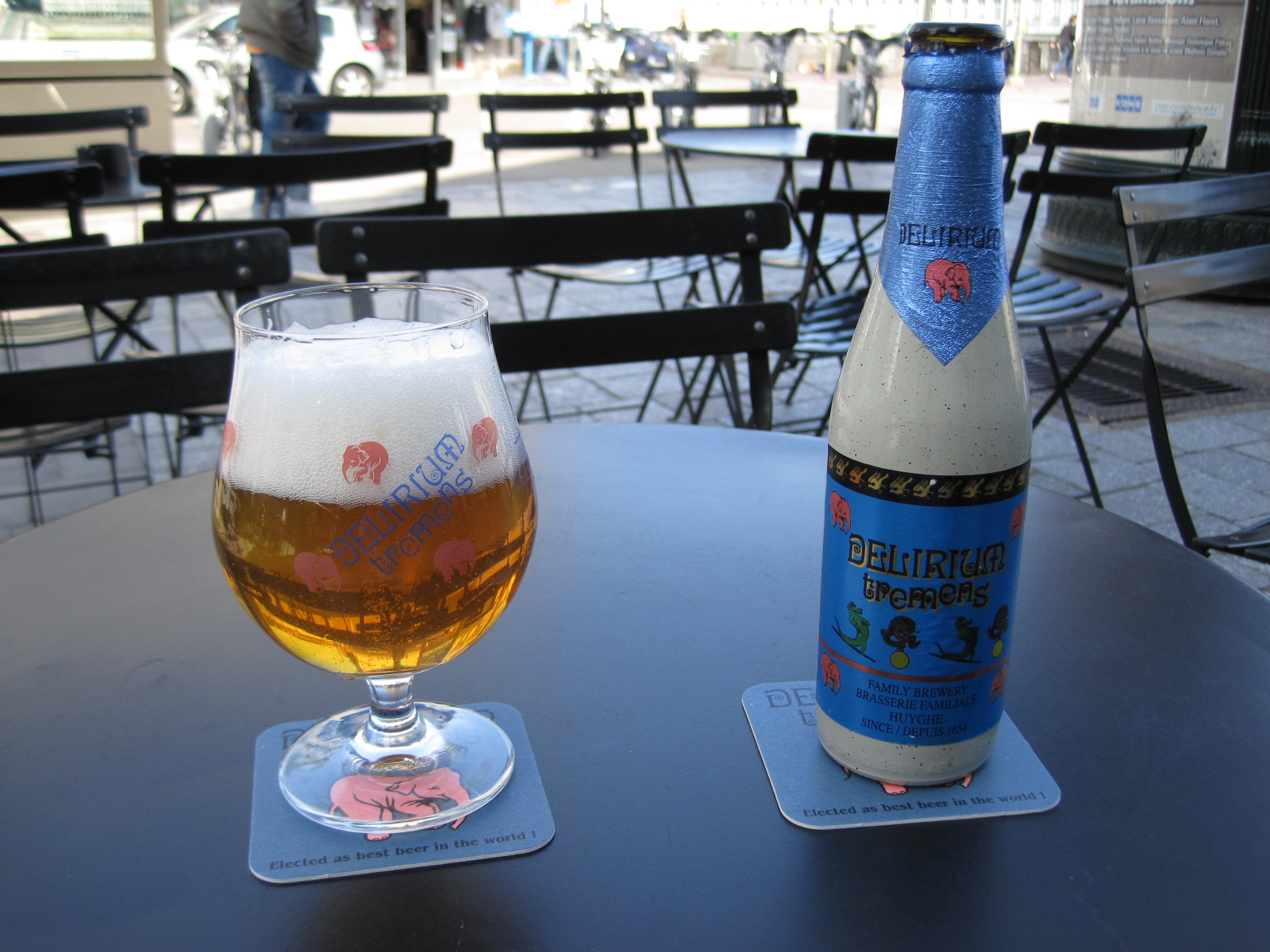
Delirium tremens
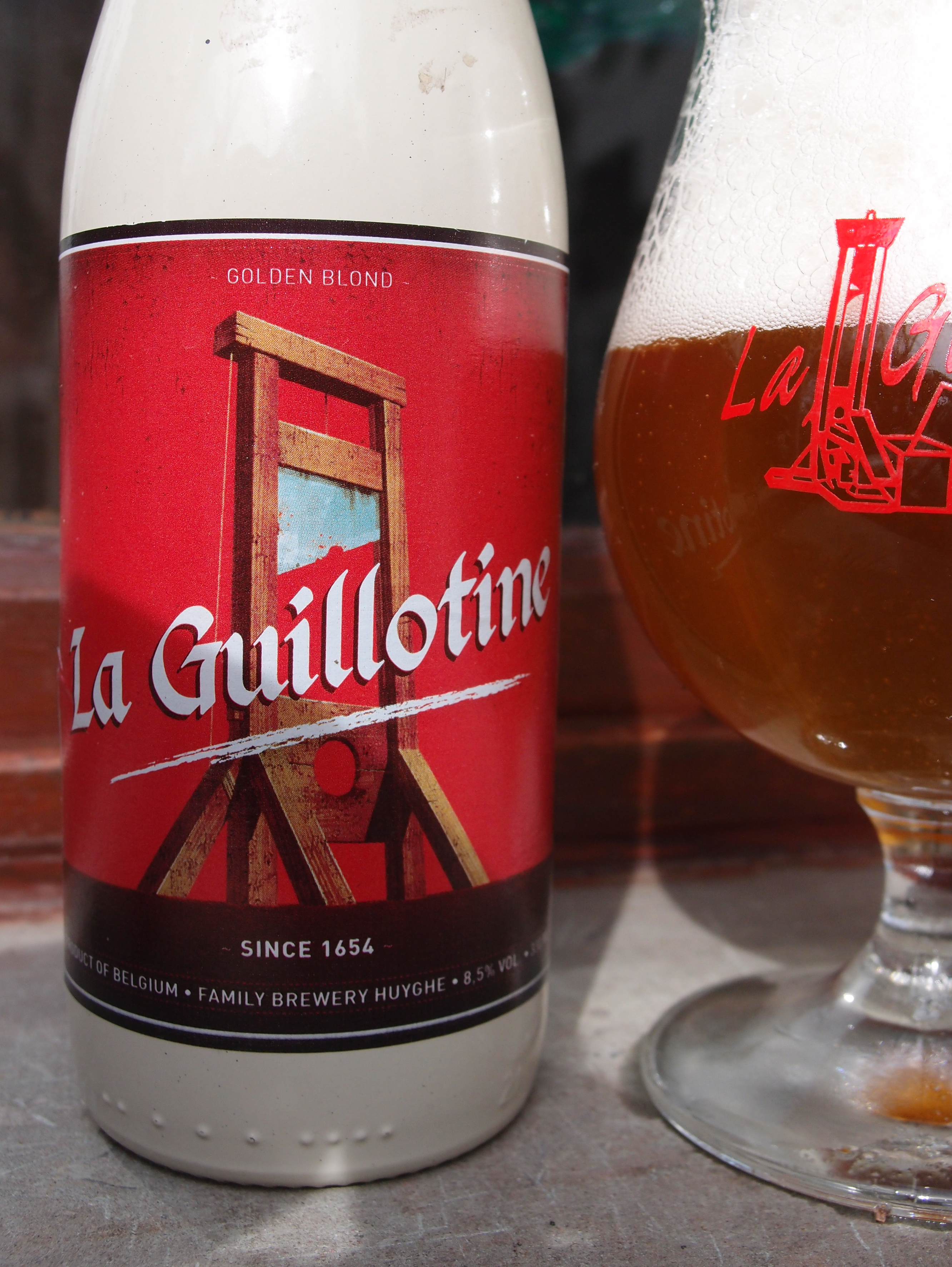
La Guillotine
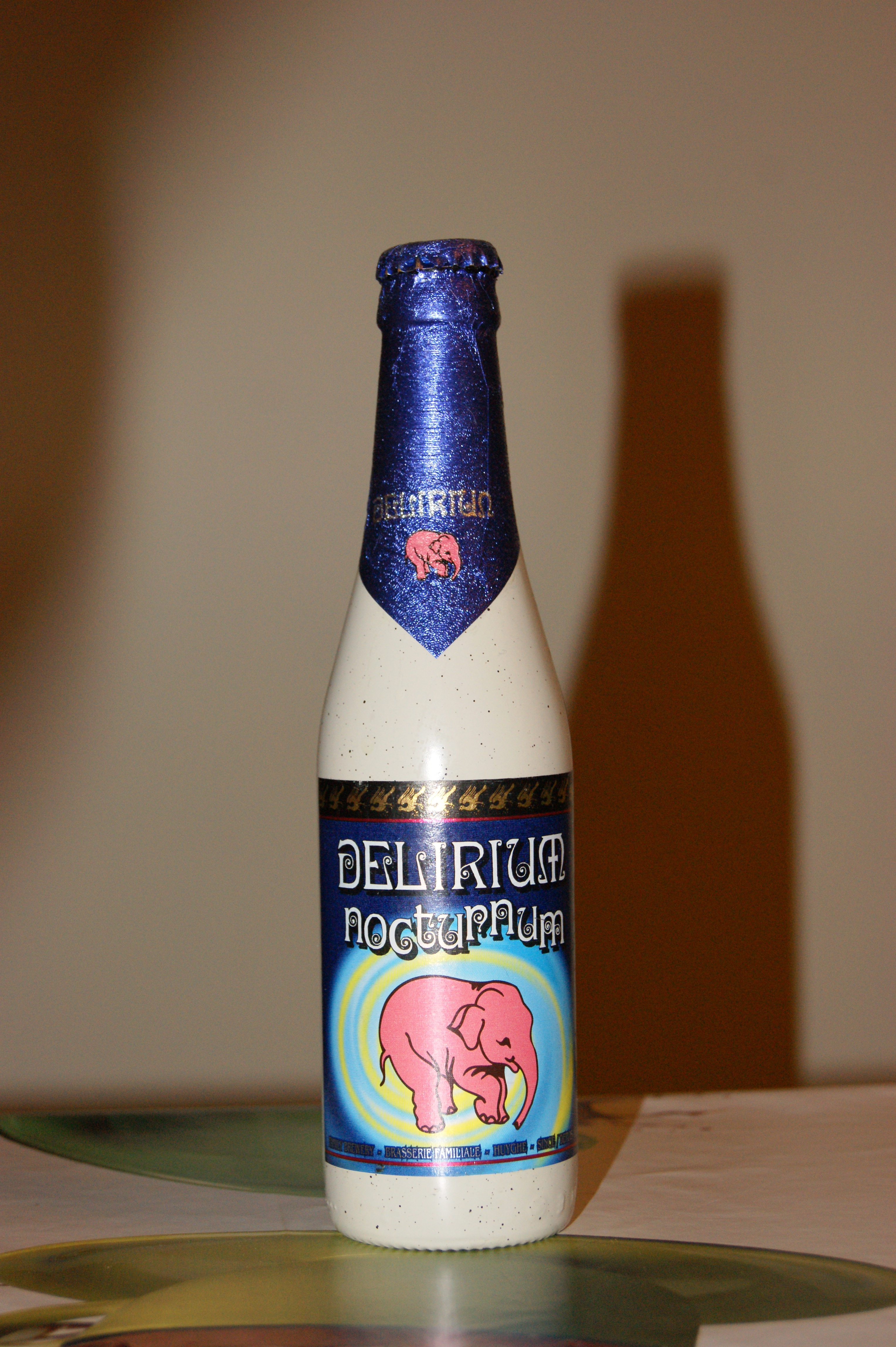
Delirium nocturnum
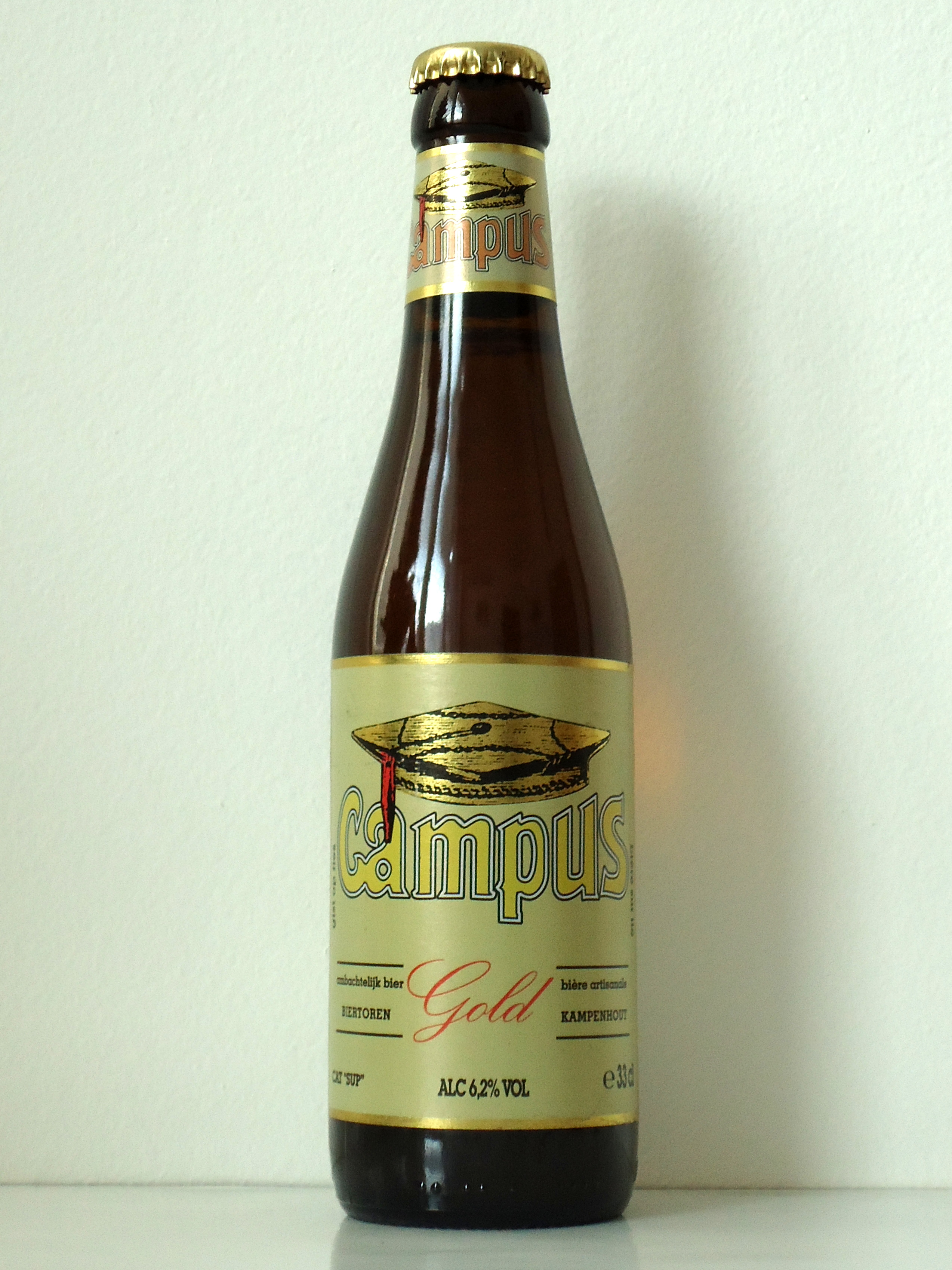
Campus Gold